# بلی-ابرسن
بلی-ابرسن (به فرانسوی: Blies-Ébersing) یک کمون در فرانسه است که در Canton of Sarreguemines-Campagne واقع شده‌است.

## خصوصیات
بلی-ابرسن ۵٫۲۴ کیلومترمربع مساحت و ۵۸۸ نفر جمعیت دارد.